# Chaosium

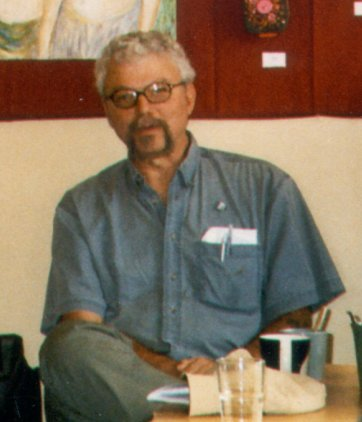
Greg Stafford, fundador de Chaosium.

Chaosium es una editorial estadounidense de juegos de tablero y de rol. Fundada por Greg Stafford en 1975, no solo se convirtió en muy poco tiempo en uno de los mayores editores de juegos de rol, sino que fue pionera en el ámbito de esta clase de juegos.

## Historia
En 1966, durante su primer año en la universidad de Beloit (Beloit College, Wisconsin, Estados Unidos), Greg Stafford inventó y escribió la historia de Snodal, Príncipe de Fronela. Para que este relato de ficción tuviera una mayor coherencia interna y una mayor credibilidad empezó entonces a crear todo un mundo imaginario al que llamó Glorantha. Según lo que dice el mismo Stafford él aprendió más tarde de la existencia de un proyecto similar (el de la Tierra Media, obra de J. R. R. Tolkien) cuando ya se encontraba en pleno proceso de creación de Glorantha. Pero Glorantha era un universo muy diferente de la Tierra Media y Stafford siguió trabajando en la elaboración de su propio universo de fantasía. Al acabar la carrera, durante los primeros años 70, intentó encontrar editores que le publicaran juegos de tablero que él había concebido para jugar en Glorantha. Al no encontrarlos decidió entonces crear su propia editorial de juegos y es así como fundó «The Chaosium» en 1975. Algunos años más tarde la compañía fue rebautizada en «Chaosium, Inc.». En el tercer año de su fundación (1978) Chaosium lanzó en el mercado su primer juego de rol. Los juegos de rol fueron de hecho el gran éxito de Chaosium hasta que en 1998 Stafford, fundador de la empresa, decidió dimitir de su cargo y fundar otra editorial diferente, Issaries, Inc. Actualmente, y desde la dimisión de Stafford, Chaosium está dirigida por Charlie Krank, uno de los primeros miembros de la empresa, diseñador de juegos de Chaosium desde la segunda mitad de los años 1970.

## Juegos de tablero
Los juegos de tablero representaron el 100% de la actividad de Chaosium al menos durante los dos primeros años de existencia de la empresa. Greg Stafford ya conocía el principio de base del rol por haber recibido la copia del primer ejemplar de Dungeons & Dragons en ser vendido pero a pesar de ello se concentró primero en la publicación de los proyectos de juego de tablero que Chaosium ya tenía prácticamente listos para imprimir:
- White Bear and Red Moon (1975). «Oso Blanco y Luna Roja» fue el primer juego editado por Chaosium, un juego de tablero ambientado en Glorantha. En 1981 Chaosium reeditaría este juego en una versión revisada y modificada bajo el título de Dragon Pass («El Paso del Dragón»). En 1983 la editorial Avalon Hill lo vendería de nuevo, pero bajo licencia de Chaosium.

- Nomad Gods (1977). «Dioses Nómadas», el segundo juego de Chaosium, fue otro juego de tablero ambientado en Glorantha. Este juego fue traducido y comercializado en Francia (bajo licencia) por el editor francés Oriflam.

- Elric (1977). Un juego de tablero ambientado en el mundo de fantasía de Michael Moorcock.

- Troy (1977). «Troya» fue un juego de tablero ambientado en la Edad del Bronce.

- Lords of the Middle Sea (1977). El juego «Señores del Océano Medio» fue diseñado por Lynn Willis, quien se presentó con su proyecto a Greg Stafford durante una convención. El tablero de este juego presentaba unos Estados Unidos del futuro medio inundados por el mar, se trataba de un juego postapocalíptico que nada tenía que ver con una hipotética guerra nuclear. La idea gustó a Stafford y no solo el juego fue publicado por Chaosium sino que Lynn Willis acabó por integrar la editorial, en el seno de la cual tuvo más tarde un papel importante en la concepción de juegos de rol.

- King Arthur's Knights (1978). «Los Caballeros del Rey Arturo», un juego de tablero ambientado en la Inglaterra de la leyenda artúrica.

- Stomp! (1978). Este fue un juego de humor en el que 18 elfos minúsculos intentan proteger un jardín de los pisotones de un gigante. Dos jugadores se enfrentan, uno decidiendo por las acciones de los elfos y el otro decidiendo por las acciones de los pies del gigante. Los gigantescos pies intentan aplastar a los diminutos elfos y estos últimos intentan bloquearlos: un juego divertido basado en el humor absurdo.

- Reich (1979). Un juego sobre la unificación alemana, en la Alemania de Bismarck.

- Raiders & Traders (1979). Este fue otro juego situado en la Edad del Bronce, concretamente versado en la civilización micénica.

- Panzer Pranks (1980). Un juego de guerra sobre batallas de carros de combate durante la Segunda Guerra Mundial.

- Dragon Pass (1981). La reedición de Chaosium de su juego fundador, White Bear and Red Moon.

- Dragon Pass (1983). La edición de Avalon Hill bajo licencia de Chaosium.

- Arkham Horror (1987). Después de ceder la licencia de explotación de Dragon Pass a Avalon Hill en 1983, Chaosium decidió concentrarse en la producción de juegos de rol y abandonar los juegos de tablero. Sin embargo, la calidad de Arkham Horror convenció a Stafford para que el juego fuera editado. En este juego los jugadores se mueven por la ciudad ficticia de Arkham e intentan sobrevivir a las hordas de monstruos lovecraftianos que se van encontrando. Un aspecto interesante del juego era la posibilidad que tenían los jugadores de cambiar de dimensión. Fantasy Flight Games lo reeditó en 2005.

- Credo (1993). En este juego los jugadores toman las decisiones de los obispos que participaron en el primer concilio de Nicea.

## Juegos de rol
El primer producto que Chaosium publicó en relación con los juegos de rol fue All the World's Monsters («todos los monstruos del mundo»), un suplemento de Steve Perrin y Jeff Pimper que Chaosium publicó en tres volúmenes entre 1977 y 1980 como subcontrata para el juego de rol Dungeons & Dragons, de la editorial TSR. En aquellos años Dungeons & Dragons era prácticamente el único juego de rol en el mercado y All the World's Monsters obtuvo el éxito necesario para que dos volúmenes más fueran publicados, firmados de nuevo por los mismos autores. El primer volumen vio la luz en 1977, el segundo en 1978 y el tercero en 1980. Estos suplementos compendiaban caractéristicas de criaturas que diferentes directores de juego de Dungeons & Dragons de Estados Unidos habían creado para sus propias partidas de rol. TSR propuso entonces a Chaosium que trabajase en un suplemento que adaptase Glorantha a Dungeons & Dragons pero ni a Greg Stafford, ni a Steve Perrin ni a otros empleados de Chaosium les gustaba mucho el sistema de reglas de Dungeons & Dragons. Greg Stafford quería elaborar su propio juego de rol para el universo que él mismo había creado, Glorantha. Además, en la época en que Steve Perrin llegó a Chaosium Stafford ya había reunido un equipo de diseñadores que trabajaban en un juego de rol ambientado en Glorantha, entre ellos Ray Turney. Con la llegada de Steve Perrin el proceso de creación del juego se fue acelerando, Perrin no solo se convirtió en una especie de director del grupo de trabajo sino que ideó el título con el que el juego sería publicado: RuneQuest. Perrin se inspiró de un texto de Stafford en el que este último daba una cierta importancia a las runas en el universo de Glorantha. RuneQuest fue publicado en 1978 y obtuvo un gran éxito. Las resoluciones de acciones ya no se decidían mediante una tirada de dados que debiera superar una cierta dificultad sino mediante una tirada de dado porcentual en el que un porcentaje previamente conocido determinaba el grado de habilidad del personaje. Una segunda edición de RuneQuest vio la luz en 1979 y en ese mismo año Stafford propuso a Lynn Willis (quien había entrado en Chaosium como creador de juegos de tablero) que trabajara con él en una simplificación de las reglas de RuneQuest. Esta versión simplificada del sistema de juego de RuneQuest tenía como objetivo servir de base a cuantos juegos de rol publicara Chaosium, es decir ser un sistema genérico que pudiera adaptarse a cualquier universo de juego en el que los jugadores se propusieran jugar. Este libro de reglas fue publicado en 1980 bajo el título Basic Role-Playing («juego de rol básico», o «sistema básico de rol») pero los jugadores de rol, incluso hoy en día, lo conocen más como BRP, sistema Chaosium o sistema D100 (por estar basado en el uso de un dado de cien). El primer juego de rol de Chaosium independiente de RuneQuest y basado en Basic Role-Playing fue Stormbringer (1981), seguido poco tiempo después, en ese mismo año, por La llamada de Cthulhu y en los años que siguieron por algunos otros.
Los juegos de rol de Chaosium basados en el sistema BRP fueron:
- RuneQuest (1978). De este juego de rol iba a ser extraído Basic Role-Playing
- Basic Role-Playing (1980). Primera edición del manual de reglas de BRP. Una reedición revisada ha sido publicada en agosto de 2008
- Stormbringer (1981)
- La llamada de Cthulhu (1981)
- Worlds of Wonder (1982)
- Superworld (1983)
- Ringworld (1984)
- ElfQuest (1984)
- Hawkmoon (1985)
- Nephilim (1992)
- Elric! (1993, una reedición de Stormbringer)

Los juegos de rol de Chaosium que no estaban basados en el sistema BRP fueron:
- Pendragón (1985). Este juego usaba un dado de 20 para las resoluciones de acciones.
- Los Cazafantasmas (1986). Este juego fue creado por tres miembros de Chaosium (Sandy Petersen, Lynn Willis y Greg Stafford) pero fue enteramente editado y publicado por West End Games.
- Príncipe Valiente (1989). Este juego usaba monedas y el resultado de las tiradas se obtenía contando el número de cruces y de caras.
- La llamada de Cthulhu d20 (2001, una versión de La llamada de Cthulhu pero adaptada al sistema d20).
- Dragon Lords of Melniboné (2001, un suplemento para adaptar Elric! al sistema d20).

## Revistas
Tres revistas han sido publicadas por Chaosium para la promoción de sus productos, todas ellas hoy en día desaparecidas:
- Wyrm's Footnotes («notas del wyrm a pie de página») fue editada por Chaosium a lo largo de catorce números entre 1976 y 1995. Al principio fue una publicación complementaria para White Bear and Red Moon pero a partir del número 11, en 1981, se convirtió en la revista oficial de RuneQuest.[7]
- Different Worlds («mundos diferentes») fue bimensualmente editada de 1979 a 1985. Cuarenta y siete números fueron publicados en total, Chaosium publicó los 38 primeros y Sleuth Publications, de 1985 a 1987, los nueve últimos. A pesar de ser un antiguo colaborador de Greg Stafford en Chaosium, Tadashi Ehara fue el editor de la revista durante los períodos abarcados por ambas editoriales.[8]
- Starry Wisdom («sabiduría estrellada»), revista excepcional de la que Chaosium publicó tres números en 1997.[9]

## Contrato con Avalon Hill
En 1983 Greg Stafford decidió que los juegos de rol representarían la principal actividad de Chaosium y se dirigió a la mayor distribuidora de juegos de tablero del mercado (Avalon Hill) para proponerle las licencias de sus juegos de tablero. Avalon Hill se encargaría de fabricar las cajas y los contenidos así como también se encargaría de distribuir y vender los juegos. En Avalon Hill Stafford fue recibido por Eric Dott, director de Monarch Avalon, la empresa madre de Avalon Hill. Dott aceptó el trato pero también propuso que la marca RuneQuest estuviera incluida en el lote de licencias cedidas. Avalon Hill devenía propietaria de la marca RuneQuest y se encargaría de imprimir y empaquetar el juego mientras que Chaosium conservaría todo lo referente a Glorantha. Stafford aceptó pero con el tiempo Avalon Hill no se ocupó de publicar todo el material sobre Glorantha que Chaosium iba suministrando ni se ocupó tampoco de promocionar RuneQuest tal y como el contrato lo estipulaba. En 1995 Greg Stafford envió una carta a Avalon Hill señalando qué partes del contrato no habían respetado y Chaosium se retiró del trato prohibiendo formalmente a Avalon Hill que usara cualquier material relacionado con Glorantha. Esta cesación de contrato supuso abandonar los derechos de RuneQuest a Avalon Hill, quien no volvió a editar el juego. A Chaosium le quedaba todavía La llamada de Cthulhu, su mayor éxito, y sobrevivió gracias a este juego exitoso. Greg Stafford recuperó los derechos de RuneQuest años más tarde, en 2003, pero para cuenta de su nueva empresa, Issaries, Inc., pues para entonces ya había abandonado Chaosium.

## Algunos fracasos comerciales de Chaosium
En 1979 Chaosium empezó a publicar Different Worlds, una revista concebida para la promoción de sus productos, al igual que la revista Dragon tenía ese cometido en el seno de la editorial TSR. Se publicaron 38 números bajo Chaosium y 9 bajo otros editores.
En respuesta al auge creciente de los juegos de cartas coleccionables Chaosium lanzó al mercado Mythos. Inicialmente fue un éxito, pero el juego acabó en un sonoro fracaso.

## División de la compañía
En 1998 Chaosium se dividió en varias compañías para que cada una se especializara en unos pocos juegos. Green Knight Publishing se formó para concentrarse en Pendragón, Chaosium propiamente dicha se quedó con La llamada de Cthulhu, Stormbringer, Nephilim y Mythos. Wizard's Attic fue fundada como una empresa de promoción de ventas, pero no tardó en cerrar. Greg Stafford dejó Chaosium para fundar en ese mismo año una nueva compañía, Issaries, Inc., cediendo a Charlie Krank el sillón de director de Chaosium.

## Los juegos de Chaosium en España
La primera editorial española que tradujo los juegos de rol de Chaosium fue Joc Internacional y el primer juego que esta editorial barcelonesa tradujo y publicó en España fue La llamada de Cthulhu en septiembre de 1988, seguido al mes siguiente, octubre de 1988, por RuneQuest. Algunos otros productos de Chaosium han sido traducidos al español por la editorial La Factoría de Ideas en España. También los juegos de Chaosium han sido traducidos a otros idiomas, por ejemplo el francés, gracias a editores como Oriflam o Jeux Descartes.
- La llamada de Cthulhu[10] (traducido y publicado en septiembre de 1988 por Joc Internacional)
- RuneQuest[11] (traducido y publicado en octubre de 1988 por Joc Internacional)
- Stormbringer[12] (traducido y publicado en noviembre de 1990 por Joc Internacional)
- Pendragón[13] (traducido y publicado en septiembre de 1992 por Joc Internacional)
- Elric[14] (traducido y publicado -pero sin signo de exclamación en el título- en octubre de 1997 por Joc Internacional)
- Príncipe Valiente[15] (traducido y publicado en mayo de 1990 por Joc Internacional)
- La llamada de Cthulhu d20 (traducido y publicado en mayo de 1990 por La Factoría de Ideas en 2002)